# Die Kameliendame (Ballett)

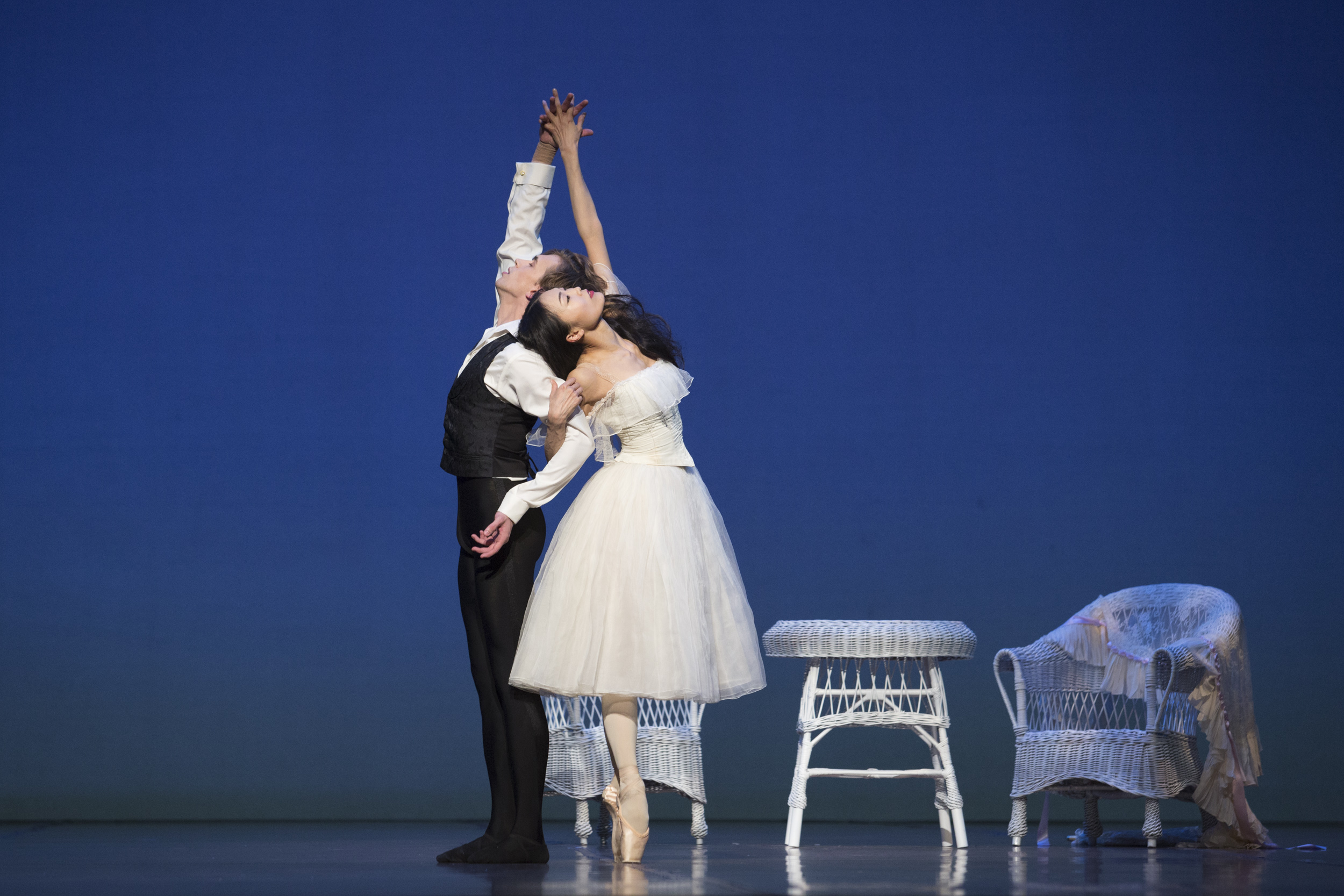
Die Kameliendame; Choreografie John Neumeier. Yuka Ebihara als Marguerite Gautier und Patryk Walczak als Armand Duval, Das polnische Nationalballett, Warschau (2018)

Die Kameliendame ist ein Ballett in einem Prolog und drei Akten von John Neumeier. Von ihm stammt die Choreografie und auch das Libretto, das auf dem Roman Die Kameliendame (La dame aux camélias) von Alexandre Dumas d. J. basiert. Als Musik verwendete er ausschließlich Klavierkompositionen von Frédéric Chopin, das Bühnenbild sowie die Kostüme stammen von Jürgen Rose. Das Werk erlebte seine Uraufführung durch das Stuttgarter Ballett am 4. November 1978 im Großen Haus des Württembergischen Staatstheaters in Stuttgart. Eine Aufführung dauert etwa drei Stunden (mit jeweils einer Pause zwischen den Akten). Die Kameliendame feierte Premiere auf einigen der bekanntesten Ballettbühnen der Welt, wie z. B. dem Bolschoi-Theater in Moskau, dem Bayerischen Staatsballett und dem Ballet der Pariser Staatsoper; das Stück steht weiterhin im Repertoire des Stuttgarter Balletts.

## Personen
| Marguerite Gautier, die Kameliendame  | Begehrenswerte Kurtisane                                                                                  |
| Armand Duval                          | Sohn von Monsieur Duval                                                                                   |
| Manon Lescaut                         | Figur eines Theaterstücks (Kurtisane) im Théâtre des Variétés, dessen Vorstellung u. a. Maguerite besucht |
| Des Grieux                            | Treuer Liebhaber Manons                                                                                   |
| Prudence Duvernoy                     | |
| Gaston Rieux                          | Armands Freund                                                                                            |
| Nanina                                | Marguerites Kammerfrau                                                                                    |
| Monsieur Duval                        | Armands Vater                                                                                             |
| Olympia                               | Weitere Kurtisane                                                                                         |
| Der Herzog                            | Liebhaber Marguerites, der sie in seinem Haus wohnen lässt                                                |
| Graf N.                               | Marguerite sucht in ihm die große Liebe, wird aber enttäuscht                                             |
| Prudences Freundin                    | |
| Ein Pianist                           | |
| Ein Ehepaar                           | |
| Der Auktionator                       | |
| Dessen Assistent                      | |
| Arbeiter auf der Auktion              | |
| Verehrer Manons                       | |
| Arthur, Edouard und Eugène            | Verehrer Marguerites                                                                                      |
| Gäste beim Bal Masqué                 | |
| Gesellschaft unterwegs zur Landpartie | |
| Gäste auf dem Land                    | |
| Marguerites Diener                    | |
| Spaziergänger auf den Champs-Elysées  | |
| Ballgäste                             | |

## Handlung

### Einführung
Das Ballett spielt in Paris und Umgebung Mitte des 19. Jahrhunderts. Es beginnt mit dem Ende der Geschichte und lässt das Geschehen in verschiedenen Rückblenden – wie in einem Film – Revue passieren. Dabei wird die Handlung mehrmals unterbrochen durch die – aus der Sicht des Betrachters – in der Gegenwart spielende Rahmenhandlung.

### Prolog
Der Hausrat einer luxuriös ausgestatteten Wohnung soll versteigert werden, weil die Inhaberin, die Kurtisane Marguerite Gautier –  die Kameliendame – verstorben ist. Ihre Kammerfrau Nanina trauert um sie, während Besucher den Raum betreten und sich die Gegenstände, die zur Versteigerung anstehen, anschauen. Einer von ihnen ist Monsieur Duval, der von einem hereinstürzenden jungen Mann entdeckt wird. Es ist sein Sohn Armand. Dieser fällt beim Anblick der für ihn vertrauten Sachen in Ohnmacht, doch sein Vater fängt ihn auf und Armand kommt sofort wieder zu sich. Dann erzählt er, was ihn bewegt.

### Erster Akt
Die Rückblende beginnt an einem Abend im Théâtre des Variétés. Auf dem Programm steht das Ballett Manon Lescaut, das von einer Kurtisane handelt, die sich zwar nach einem Leben in Luxus sehnt, aber auch nicht auf ehrliche Liebe verzichten will. Unter den Zuschauern befindet sich auch Marguerite Gautier, selbst eine der begehrenswertesten Kurtisanen von Paris. Das Geschehen auf der Bühne wühlt sie innerlich auf, weil sie darin ihr eigenes Schicksal erkennt. Ebenfalls im Publikum ist Armand Duval, der aus einer der angesehensten französischen Familien stammt. Er hat viel von der Kameliendame gehört und brennt darauf, sie persönlich kennenzulernen. Als er ihr vorgestellt wird, verliebt er sich sofort in die schöne Frau.  Ab diesem Moment verfolgt er das Ballett mit anderen Augen,  mit der Figur des Des Grieux, dem treuen Liebhaber Manons, fühlt er sich seelenverwandt. Er glaubt darin seine eigene Zukunft zu erkennen.
Nach der Vorstellung lädt Marguerite einige ihrer Bekannten und Armand zu sich ein. Sie hatte gehofft, in dem jungen Grafen N. einen charmanten Liebhaber zu finden; doch stattdessen entpuppt er sich als Langweiler. Um ihn zu ärgern, flirtet sie mit Armand. Es dauert nicht lange, und der Graf verlässt rasend vor Eifersucht das Haus.
Die Gastgeberin bekommt einen Hustenanfall und muss sich zurückziehen. Armand eilt hinterher und kümmert sich rührend um sie.  Er nutzt die Gelegenheit und macht ihr eine Liebeserklärung.
In den nächsten Wochen treffen sich Marguerite und Armand immer öfter. Obwohl Marguerite Armand sehr gefällt, verzichtet sie aber nicht auf ihr gewohntes Leben. Sie eilt weiterhin von Ball zu Ball und gibt sich zahlreichen Liebhabern hin. Einer von ihnen ist ein Herzog, der merkt, dass es mit ihrer Gesundheit abwärtsgeht, und ihr zur Erholung ein Landhaus in einem Pariser Vorort zur freien Verfügung stellt. Kurz darauf zieht Armand dort bei ihr ein.

### Zweiter Akt
Bei einem Fest in Marguerites Landhaus kommt es vor allen Gästen zu einem Streit zwischen dem Herzog und Armand. Marguerite muss Farbe bekennen. Zum ersten Mal erklärt sie öffentlich, dass ihr die Liebe zu Armand mehr wert sei als aller Reichtum. Wütend eilt der Herzog von den übrigen Gästen  gefolgt davon. Armand und Marguerite geben sich ihrer Liebe hin.
Wieder in der Gegenwart: Armand wird sich bewusst, dass diese glückliche Zeit für immer zu Ende ist. Der Gedanke daran lässt ihn erneut zusammenbrechen. Aber auch seinen Vater lässt die Erzählung nicht kalt. Er selbst hatte darin auch eine tragende Rolle, an die er sich erinnert.
Ein erneuter Rückblick beginnt:
Als ihm zugetragen wird, welchen Lebenswandel sein Sohn führt, ergreift er die Offensive. Er sucht Marguerite in ihrem Landhaus auf und verlangt von ihr, die Affäre mit Armand sofort zu beenden. Marguerite lässt sich überzeugen, dass dies das Beste für Armand ist, reist nach Paris zurück und stürzt sich in ihr altes Leben.
Bei seiner Ankunft im Landhaus übergibt Nanina Armand einen Brief, in dem sich seine Geliebte von ihm verabschiedet. Armand will das nicht wahrhaben. Er eilt Marguerite nach Paris hinterher. In ihrer Stadtwohnung trifft er sie in den Armen eines Anderen an und rennt verzweifelt davon.

### Dritter Akt
Ein paar Wochen später geht Armand auf den Champs-Elysées spazieren. Rein zufällig kommt ihm Marguerite mit einer anderen Kurtisane – Olympia – entgegen. Um sich an Marguerite für ihr schändliches Verhalten zu rächen, macht sich Armand an Olympia heran und tut so, als ob nie etwas zwischen Marguerite und ihm gewesen sei.
Wieder ist einige Zeit vergangen. Von einer schweren Lungenkrankheit gezeichnet, kommt Marguerite zu Armand und bittet ihn, sie nicht weiter zu demütigen. Beide erkennen, wie sehr sie sich immer noch lieben und verbringen die Nacht miteinander. Marguerite wird von Fieberträumen geplagt, in denen ihr immer wieder Manon Lescaut erscheint. Als sie erwacht, erinnert sie sich an das Versprechen, das sie Monsieur Duval gegeben hat, und verlässt wieder ihren noch schlafenden Geliebten.
Armand versteht Marguerites Verhalten nicht.  Er wird wahnsinnig und will sie nun in aller Öffentlichkeit bloßstellen. Gelegenheit dazu findet er bei einem großen Ball. Vor allen Gästen überreicht er ihr als Symbol der Entlohnung für die ihm geleisteten Liebesdienste einen Umschlag, der prall mit Geldscheinen gefüllt ist.
Wieder in der Gegenwart, endet damit Armands Erzählung. Sein Vater verlässt die Auktion. Inzwischen hat die trauernde Nanina Armands Ankunft bemerkt und reicht ihm das Tagebuch ihrer Herrin. Daraus erfährt Armand, wie sehr seine Geliebte mit ihrer Krankheit zu kämpfen hatte.
In einer letzten Rückblende sieht man, wie Marguerite ein zweites Mal die Aufführung des Balletts Manon Lescaut besucht. Manon Lescaut wurde nach Amerika verbannt und Des Grieux ist ihr in die Neue Welt gefolgt. Völlig erschöpft haucht Manon in seinen Armen ihr Leben aus.
Als Marguerite das Theater verlässt, verfolgen sie die Figuren des Balletts. In der Nacht wird sie erneut von fieberhaften Albträumen heimgesucht. Sie sehnt sich danach, nur noch einmal Armand in den Armen zu liegen. Völlig allein gelassen bringt sie ihre Gedanken zu Papier. Als sie fertig ist, übergibt sie das Tagebuch Nanina mit der Bitte, es Armand zu geben. Dann stirbt sie.

## Entstehung
Die Kameliendame kreierte John Neumeier 1978 am Stuttgarter Ballett. In seinem Buch In Bewegung erklärt Neumeier, wie es zur Kreation des Balletts kam. Der Gedanke begann mit der Beisetzung John Crankos im Jahr 1973, als er Marcia Haydée versprach, ihr und der Stuttgarter Kompanie zu helfen. Nachdem sie die Nachfolge Crankos als Ballettdirektorin übernommen hatte, bat sie Neumeier, gelegentlich Stücke für das Stuttgarter Ballett zu choreografieren. Nach anfänglichen Überlegungen mit anderen Stücken kam Neumeier 1976 in Stuttgart bei der Arbeit an Der Fall Hamlet während eines Essens mit Marcia Haydée die Idee, für sie Die Kameliendame zu kreieren. Der Roman von Alexandre Dumas d. J. hatte ihn seit vielen Jahren fasziniert:
„Die Form des ganzen Romans, die Vielschichtigkeit der indirekten Erzählweise, seine poetische Kraft, die fragmentarische Art der Rückschau haben mich zu dem Ballett inspiriert.“

## Aufführung
Das Werk erlebte seine Uraufführung beim Stuttgarter Ballett am 4. November 1978 im Großen Haus der Württembergischen Staatstheater in Stuttgart. Der Titel lautete bei der Premiere Kameliendame, ohne Artikel; das Ballett heißt in Stuttgart erst seit der Wiederaufnahme im Jahr 1998 Die Kameliendame. Die Titelrolle tanzte Marcia Haydée, der Neumeier das Ballett auch gewidmet hat. Die weiteren Hauptrollen  besetzten Egon Madsen (Armand Duval), Birgit Keil (Manon Lescaut), Richard Cragun (Des Grieux), Jean Allenby (Prudence Duvernoy), Vladimir Klos (Gaston Rieux), Ruth Papendick (Nanina), Reid Anderson (Monsieur Duval), Nora Kimball (Olympia), Marcis Lesins (Der Herzog) und Mark A. Neal (Graf N.).
Seine Hamburger Premiere feierte Die Kameliendame unter John Neumeier am 1. Februar 1981. Seitdem steht es in Hamburg immer wieder regelmäßig auf dem Spielplan und auch auf Gastspielen zeigt das Hamburg Ballett Neumeiers Choreografie:
| 1981 | München                                   |
| 1987 | Berlin (Ost), Kopenhagen                  |
| 1995 | Dresden                                   |
| 1996 | Buenos Aires, Rio de Janeiro, Sao Paulo   |
| 1997 | Fukuoka, Nagoya, Omiya, Osaka, Tokio      |
| 2001 | Palermo                                   |
| 2003 | St. Petersburg                            |
| 2004 | Baden-Baden                               |
| 2007 | Los Angeles                               |
| 2009 | Fukuoka, Hiroshima, Nishinomiya, Yokohama |
| 2012 | St. Petersburg                            |
| 2014 | Wien                                      |

Beim Bayerischen Staatsballett in München wird Die Kameliendame seit 1997 getanzt. Regelmäßig wird John Neumeiers Choreografie auch von internationalen Ballett-Compagnien weltweit einstudiert, so beim American Ballet Theater, Ballet de l’Opéra de Paris, Bolschoi-Ballett, Corpo di Ballo del Teatro alla Scala, Dresden Semperoper Ballett, Het Nationale Ballet, Königlich Dänisches Ballett und Polnische Nationalballett. 
Die Wiener Staatsoper führte Die Kameliendame von John Neumeier erstmals am 24. März 2024 auf.

## Rezeptionsgeschichte
Dumas‘ Roman war so erfolgreich, dass der Autor selbst drei Jahre nach seinem Erscheinen eine Bühnenfassung davon herausbrachte. Neumeier beruft sich jedoch bei seiner Ballettversion ausdrücklich auf den Roman und nicht auf das gleichnamige Drama. Das Ballett im Ballett, womit die Ballettvorführung gemeint ist, welche die Figuren im Stück besuchen und von dem Neumeier Teile in sein Werk eingebaut hat, findet sich nicht im Original, jedoch wird in Dumas Roman eine Lektüre Marguerites erwähnt: Die Geschichte des Chevalier des Grieux und der Manon Lescaut des Abbé Prévost.
John Neumeiers „Kameliendame“ ... ist ein Höhepunkt, der schwerlich so schnell wieder erreicht werden dürfte. Einfach deshalb, weil sie, so wie sie vom Staatstheaterballett realisiert wird, ein Modellfall dramaturgischer Überlegung, musikalischer Stimmigkeit, bildnerischen Geschmacks und choreographischer Reife darstellt. Ein Modellfall, der fast zwangsläufig Ausnahme bleiben muß.

## Musik
Reihenfolge der verwendeten Klavierkompositionen Frédéric Chopins:
Im Prolog:
- Largo aus der Sonate h-moll, op. 58 (1844)

Im ersten Akt:
- Second Concerto pour le piano avec orchestre, f-moll, op. 21 (1829)

Im zweiten Akt:
- Walzer Nr. 1 As-Dur aus Trois Valses Brillantes, op. 34 (1835)
- Trois Ecossaises aus Nocturne, Marche Funèbre et Trois Ecossaises, op. 72 (1826)
- Walzer Nr. 3, F-Dur, aus Trois Valses Brillantes, op. 34 (1838)
- Largo aus der Sonate h-moll, op. 58
- Prélude Nr. 2 a-moll
- Prélude Nr. 17 As-Dur
- Prélude Nr. 15, Des-Dur aus Vingt-quatre Préludes, op. 28 (1836-39)
- Largo aus der Sonate h-moll, op. 58
- Prélude Nr. 2 a-moll,
- Prélude Nr. 24, d-moll, aus Vingt-quatre Préludes, op. 28

Im dritten Akt:
- Grande Fantaisie sur des airs polonais pour le piano avec orchestre, A-Dur, op. 13 (1828), Largo ma non troppo, Andantino, Allegretto gestrichen, Vivace
- Ballade g-moll, op. 23 (1831-35)
- Grande Polonaise brillante précédée d’un Andante spianato pour le piano avec orchestre, Es-Dur, op. 22 (1830-31/1834)
- Romanze, 2. Satz aus dem Grand Concerto pour le piano avec orchestre, e-moll, op. 11 (1830)
- Largo aus der Sonate h-moll, op. 58

## Ausstattung
Bühnenbild und Kostüme erarbeitete Jürgen Rose, deutscher Bühnen- und Kostümbildner sowie Opernregisseur, der neben vielen gemeinsamen Arbeiten mit Neumeier, auch mit Dieter Dorn, Otto Schenk und John Cranko zusammenarbeitete. In Zusammenarbeit mit John Neumeier entstanden viele bekannte Werke wie Romeo und Julia, Der Nussknacker, Ein Sommernachtstraum und A Cinderella Story.
Über die Zusammenarbeit mit Jürgen Rose schreibt John Neumeier in seinem Buch In Bewegung, dass sie ihm bei diesem Ballett besonders wichtig war und so harmonisch und produktiv, wie es wohl nur bei einem lange zusammenarbeitendem Team möglich sein. Es ging vor allem auf der einen Seite um die Reduzierung auf das Wesentliche und auf der anderen Seite darum, die Struktur des Romans beizubehalten, die aus vielen filmischen Ein-, Aus- und Überblendungen besteht. „Roses Bühnenbild gibt mir die Möglichkeit, unmittelbar von der ››äußeren‹‹, der gesellschaftlichen Situation, auf ››innere‹‹, emotionale Zustände zu überblenden.“
Auch bei der Arbeit an den Kostümen haben sie eine Lösung gefunden auf der einen Seite die Epoche der Handlung authentisch darzustellen und auf der anderen Seite dem Körper völlige Ausdrucksfreiheit zu lassen.

## Verfilmung
John Neumeier selbst verfilmte sein Ballett 1987 mit Marcia Haydée, Ivan Liška, François Klaus, Colleen Scott und Vladimir Klos in den Hauptrollen. Der 129 Minuten dauernde Film kam am 19. November 1987 in die Kinos. Die Filmbewertungsstelle Wiesbaden verlieh ihm das Prädikat „besonders wertvoll“. Das Lexikon des internationalen Films urteilt: 

„Das berühmte Liebesschicksal der Pariser ‚Kameliendame‘ als lyrisch-morbides Ballett von exemplarischer künstlerischer Geschlossenheit. Durch Ästhetisierung und Romantisierung wird der gesellschaftliche Kontext des sozial bedingten Seelendramas jedoch unangemessen abgeschwächt. Eindrucksvoll vor allem wegen der meisterhaften Choreografie und der tänzerischen Glanzleistungen.“